# Abqaiq
Koordinaten: 25° 56′ 0″ N, 49° 40′ 0″ O

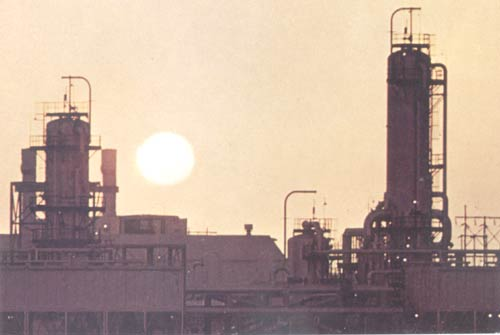

Abqaiq (arabisch بقيق, DMG Biqaiq, deutsche Transkription Abkaik) ist eine Stadt und ein Ölfeld in Saudi-Arabien und zugleich der weltgrößte Ölverarbeitungs-Komplex am Persischen Golf. Zwei Drittel des saudischen Exports von acht Millionen Barrel pro Tag werden hier verarbeitet.
Der Ort liegt in der Wüste 60 km entfernt von der Metropolregion Dhahran-Dammam-al-Chubar (Dammam Area).
Es leben etwa 30.000 Menschen in der Gemeinde, wobei lediglich 1.500 davon nicht direkt oder indirekt im Ölsektor tätig sind.

## Geschichte
Der Ort wurde gezielt vom staatlichen Ölkonzern Saudi Aramco errichtet, um die naheliegenden Ölvorkommen auszubeuten. Abqaiq ist eine von vier Gemeinden, die Saudi Aramco in dieser Region schuf. Die anderen sind Dhahran, Udhailiyah und Ra's Tanura. Letzterer Ort erlangte große Berühmtheit, da dort das weltweit größte Öl-Verladeterminal beheimatet ist (siehe Artikel). Dhahran wuchs rasch zu einer großen Stadt und wurde daher mit zwei Nachbarstädten vereint (Dammam Area).

## Verkehr
Die Stadt wird vom 80 Kilometer entferntem King Fahd International Airport bedient. Der Flughafen wird ebenfalls von Saudi Aramco benutzt, um Mitarbeiter sowie benötigte Güter aller Art nach Abqaig zu bringen. Es besteht allerdings in der Nähe der Stadt auch eine kleine 1851 Meter lange Landebahn (Abqaiq Airport), die Saudi Aramco gehört. Sie wird derzeit nicht genutzt, dient jedoch als kleiner Ausweichflughafen für Notfälle, falls der King Fahd International Airport ausfällt oder der Weg dorthin versperrt ist und Güter eingeflogen werden müssen. 
Innerhalb der Stadt verkehren zahlreiche Buslinien, die von Saudi Aramco's Transportsparte betrieben werden. Es gibt ebenfalls Zugverbindungen in benachbarte Städte.

## Terrorismus und Krieg
Am 24. Februar 2006 war das Ölfeld Ziel eines Terrorangriffs, der aber von Sicherheitskräften vereitelt werden konnte. Bei einem Schusswechsel starben nach Auskunft des saudi-arabischen Innenministeriums die zwei Selbstmordattentäter und zwei Sicherheitskräfte. An der Anlage entstand nur geringer Sachschaden.
Am 14. September 2019 kam es in Abqaiq und Churais zu Drohnenangriffen auf Ölanlagen, wobei Brände entstanden.